# 東武鉄道西新井工場
西新井工場（にしあらいこうじょう）は、かつて存在した東武鉄道の検車施設・工場。検査表記の略称は「西工」。1924年（大正13年）10月1日に西新井電車庫として、東京府南足立都梅島村大字栗原1200番地に発足した。
1943年（昭和18年）には西新井電車区が分離され、1952年（昭和27年）に東京都足立区西竹の塚に移転した。後に西新井電車区は営団地下鉄に譲渡され千住検車区竹ノ塚分室となっている。
埼玉県北葛飾郡栗橋町（現：久喜市）に南栗橋工場が完成したことを受け、2004年（平成16年）3月31日に杉戸工場とともに廃止された。廃止後の跡地では再開発が進み、大規模マンション「リライズガーデン西新井」の建設や、「亀田トレイン公園」の整備などが行われた。

## 主な業務
1923年に伊勢崎線が電化された際、電動機および制御器の整備、定期検査を目的に開設された。工場の一部線路は、同年の荒川放水路開削に伴ってルートを東寄りに変更する前の伊勢崎線の旧線を再利用していた。以後、本線系列のほとんどの車両と東上線の一部の車両（8000系など）の検査はここで行われていた。
工場廃止間近に出場した車両（検査明け出場試運転時）には、記念のヘッドマーク等の取り付けが実施された。
- 2004年（平成16年）3月15日[2]、特急車両として最終出場した100系「スペーシア」106Fに「さようなら西新井工場」と書かれた記念ステッカーを掲出[2]。
- 2004年（平成16年）3月18日[3]、10000系列として最終出場した10030型11261F（2両編成）に「さようなら西新井工場1955-2004」と書かれた記念のヘッドマークを掲出[3]。
- 2004年（平成16年）3月24日、本工場の最終出場となった8000系81120F（4両編成）に「さようなら西新井工場1955-2004」と書かれた記念のヘッドマークを掲出[2]。

### 車体更新修繕
当工場は検査のほかに、車体修繕および冷房改造も行っていた。国鉄63系電車から73系への改造、78系から5000系列への更新、53系などから3000系列への更新、8000系の冷房改造と車体修繕工事などが該当する。これらは当工場内の津覇車輌工業により行われていた。
8000系の冷房改造は当初、当工場が3000系列の更新工事で手一杯であったことからアルナ工機にて改造工事を行っていたが、3000系の更新終了後は当工場で行うようになった。
また、当時非冷房だった快速用6000系の6050系への改造工事は、当工場が78系から5070系への更新工事や8000系電車の車体修繕工事を実施していたため、東武向け車両を製造していた各メーカーが担当した。
東武鉄道では車体の載せ替えを「更新」とし、リニューアル工事を「修繕」と称している。このため、更新工事を実施すると旧車体の解体も並行して実施される。

## 担当した電車
- 東武旧型電車全形式
  - 73系 - 78系電車
- 1720系電車
- 1800系電車
- 2000系電車
- 3000系電車
  - 野田線車（3000系のみ）を担当。後に2・4両固定については杉戸工場担当になった。
- 5070系電車
- 6000系電車
- 6050系電車
  - 平成4年までに杉戸工場へ担当編成を全て移管。
- 8000系電車
  - 本線および東上線所属車を担当。東上線用8両固定編成と6両固定編成の検査も当工場で行われていた。当時の川越工場は最大で6両までしか対応出来なかった事によるもの。
- 10000系電車
- 20000系電車
- 30000系電車
- 100系電車
- 200系・250系電車
- この他、入換車としてモハ1101形電車、デハ161（導入時点で車籍なし）、モニ1470形電車（2001年以降は車籍なし）などが使用されていた。